# 劉耕孫
刘耕孙，字存吾，茶陵州人。元朝政治人物、進士出身。有弟劉燾孫、劉三吾。
至顺元年进士，授承事郎、桂阳路临武县尹，建造學校、并教導農業，后升任建德、徽州、瑞州三路推官。至正十二年春，抵擋蕲黄民亂，鎮守茶陵。至正十五年，转儒林郎、宁国路推官。后琐南班、程述、谢玺等進攻宁国，劉耕孙鎮守數日兵敗遇害。

## 延伸阅读
[在维基数据编辑]
 《元史/卷195》，出自宋濂《元史》
 《新元史/卷231》，出自柯劭忞《新元史》